# 城北体育公园站
城北体育公园站位于中华人民共和国浙江省杭州市拱墅区东新街道绍兴路与香积寺路交叉口，是建设中的杭州地铁15号线的地铁车站。

## 车站结构
本站为地下二层岛式站台车站。
本站原计划作为8号线和15号线的换乘站，但目前8号线走向调整，不再经过本站，15号线建设时也取消了8号线的预留。